# José María Vidal Villa
José María Vidal Villa (México D.F., México, 2 de mayo de 1942-Mataró, Barcelona, España, 18 de septiembre de 2002) fue un intelectual marxista y militante. Su compromiso político, aunque a veces supuso un obstáculo, no le impidió realizar una dilatada carrera académica como economista, profesor e investigador, llegando a ser catedrático de Estructura Económica Mundial de la Universidad de Barcelona.

## Biografía

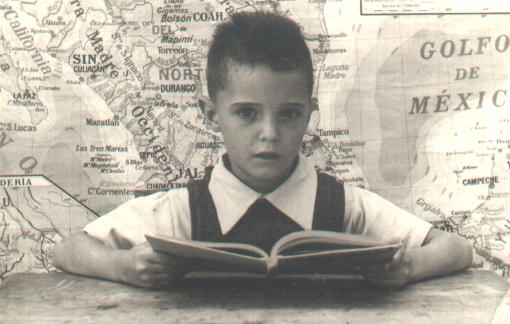
En México, 1949

José María Vidal Villa fue el primer hijo de dos republicanos españoles exiliados en México, José María Vidal, y Benita Villa, militante comunista. Estudió en el prestigioso Colegio Madrid (1946-1958).
En 1959 llega a Barcelona (España), para comenzar sus estudios universitarios de Ciencias Económicas en la Universidad de Barcelona. Ingresa en el PSUC en el año 1960. Es detenido por la Brigada Político Social numerosas veces y se le retira el pasaporte. Entre 1964 y 1966 es profesor ayudante en la Facultad de Económicas de la Universidad de Barcelona. En marzo de 1966 participa en la Capuchinada.
En 1967 se traslada a París tras obtener una serie de becas para proseguir sus estudios en la Sorbona, donde permanece hasta julio de 1968. Tomará parte activa en los sucesos de mayo. Durante este periodo abandona la militancia en el PSUC por profundas discrepancias políticas.
En 1969 se traslada a Cuba en calidad de profesor invitado del Instituto de Economía de la Universidad de La Habana, donde tiene a su cargo la formación del equipo de Planificación Regional de dicho Instituto.
En diciembre de 1970 regresa definitivamente a Barcelona. Participa en la fundación de la Organización Comunista-Bandera Roja siendo uno de sus dirigentes. En 1971 es readmitido en la universidad como profesor ayudante, gracias a la influencia de Fabián Estapé, en aquel año rector de la Universidad de Barcelona. Participa en la primera sesión de la Asamblea de Catalunya, y en 1973 en una nueva convocatoria de la Asamblea es detenido junto a 113 representantes de todas las fuerzas antifranquistas. En el siguiente año, 1974, vuelve a ser detenido y encarcelado junto a 67 demócratas. Deja la militancia activa cuando el grueso de militantes de la OCE-BR, encabezados por Jordi Solé Tura y Jordi Borja entre otros, se pasa en bloque al PSUC. Desde entonces «no pertenece a ningún partido, pero se sitúa en la corriente marxista revolucionaria favorable al movimiento autónomo de la clase obrera y el pueblo».
En estos años escribe dos libros fundamentales:
- Iniciación a la economía marxista (Laia, 1973) tenía el mérito de ser el primer manual universitario que introducía el análisis económico marxista, y,
- Teorías del imperialismo (Anagrama, 1976) que aportaba un cuantioso material para el debate sobre la estructura económica mundial, explicando las relaciones entre las economías (desarrolladas y subdesarrolladas, centrales y periféricas).

En 1974 obtiene el título de Doctor en Ciencias Políticas, Económicas y Comerciales (Sección de Económicas).
En 1977 forma parte del consejo editorial de la Revista Mensual (Monthly Review), revista marxista independiente, y trae a los prestigiosos economistas Paul Sweezy y Harry Magdoff, editores de la edición norteamericana, para la presentación del proyecto a la Facultad de Económicas de la UB. Participa como articulista en revistas de la transición como Teoría y Práctica y El Viejo Topo.

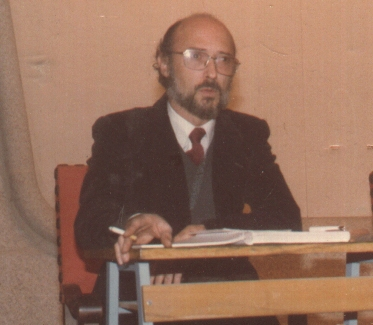
José María Vidal Villa en 1980

En 1986 obtiene la categoría de Catedrático de Universidad.
Tuvo estancias profesionales en la Universidad de Sinaloa (México), Academia de Ciencias de Corea (Pionyang), CEPAL (Santiago de Chile), Universidad Nacional Autónoma de México, Consejo de Europa (Estrasburgo), Universidad Veracruzana (Xalapa), Universidad de Buenos Aires (Argentina), Universidad de Río de Janeiro (Brasil).
Para José María Vidal Villa la labor académica y científica nunca fue solo una actividad de pura especulación intelectual, sino por el contrario, fue una herramienta para el cambio y la transformación social. Su preocupación intelectual por los mecanismos que generan exclusión, explotación, desigualdad y alienación, siempre fueron de la mano con su preocupación social y política por acabar con ellos.
Perteneció al núcleo impulsor del movimiento de economistas críticos del estado español, participó en la fundación de la Red de Estudios de la Economía Mundial, y fue vicepresidente de la Sociedad de Economía Mundial. Fue presidente de la fundación Mòn3 e impulsor y director de la primera Maestría en Cooperación y Desarrollo que se impartió en la universidad española.
En palabras de Javier Martínez Peinado,

“La vida de JMV, al que yo conocí  en septiembre de 1977, y desde entonces, era la economía mundial, el análisis y la docencia de la economía mundial. Los mejores escritos, los más preclaros, los más anticipadores, los más fecundos para el debate, se refieren a la dinámica capitalista de construcción de una economía mundial que, en última instancia, sería un proyecto de Estado Mundial o, como ya venía aceptándome tras interminables discusiones, una Formación Social Capitalista Mundial.”
Javier Martínez Peinado, IX Jornadas de Economía Crítica: en memoria de José María VIDAL VILLA (1942-2002)

José María Vidal Villa, hasta su muerte el 18 de septiembre de 2002, fue catedrático de Estructura Económica Mundial en la Universidad de Barcelona.

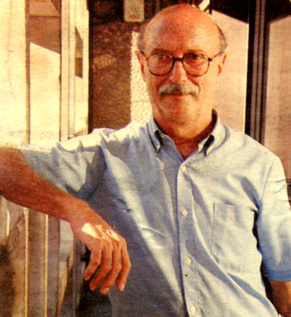
En la facultad de económicas de la Universidad de Barcelona

## Publicaciones
A continuación se citan los libros y algunos artículos de José María Vidal Villa. Aparte de ellos, también publicó capítulos de libros, artículos de enciclopedias, prólogos, traducciones, estudios e investigaciones.

### Libros
- Estructura y organización económica internacional I.- Iniciación a la economía marxista. Ed. Laia. Barcelona. 1973.
- La economía mundial. Ed. Salvat. Barcelona. 1974.
- Teorías del imperialismo. Ed. Anagrama. Barcelona. 1976.
- ¿Que es la lucha de clases?. Ed. La Gaya Ciencia. Barcelona. 1977.
- Mayo’68. Ed. Bruguera. Barcelona. 1978. (Reeditado en formato digital: Mayo’68 (enlace roto disponible en Internet Archive; véase el historial, la primera versión y la última).. Ed. Primera Copia. Barcelona. 2012.)
- Rosa Luxemburg: conocer su vida y su obra. Ed. Dopesa. Barcelona. 1978.
- L’economia de Sabadell. (Codirección y redacción con Muriel Casals). Ed. VIMUSA. Sabadell. 1983.
- Evolución y cambio estructural en la economía mundial: 1960-1980. (Director y autor). Ed. Fundación Banco Exterior. Madrid. 1987.
- Estructura económica y sistema capitalista mundial. (En colaboración con J. Martínez Peinado). Ed. Pirámide. Madrid. 1987.
- Hacia una economía mundial. Ed. Plaza & Janés. Barcelona. 1990.
- Amèrica llatina, el carib i catalunya: estructura i desenvolupament socioeconòmic. Director. Comissió Amèrica i Catalunya. Generalitat de Catalunya. Barcelona, mayo de 1992. Equipo: L. Artal, J. Martínez Peinado, J. Vilaseca.
- Economía mundial (manual). Ed. MacGraw-Hill. Madrid. 1995. (Coordinador con J. Martínez Peinado. Colaboradores: D. Casares, R. Franquesa, I. Maestro, P. Talavera, R. Sánchez Tabarés y J. Vilaseca). Segunda edición:  octubre, 2000.
- Cap a una economía mundial: nord-sud cara a cara. Traducción al catalán del libro Hacia una economía mundial (traductor Lluís Alòs). Actualizado. Ed. Publicacions Universitat de Barcelona. 1995.
- Mundializacion: diez tesis y otros artículos. Ed. Icaria. Barcelona. 1996. (Artículo/capítulo 'Diez tesis sobre la mundialización'.)
- Lecciones Sobre Capitalismo y Desarrollo. Edicions Universitat de Barcelona. Barcelona. 2004. (Transcripción de las últimas clases impartidas por el profesor José María Vidal Villa en el master de Cooperación y Desarrollo de la Universidad de Barcelona).

### Artículos
- 'Estructura de la industria siderúrgica'. (En colaboración). CEAM: revista de economía industrial. Enero-febrero de 1965. N.º 68. Barcelona.
- 'Salari minim i cost de la vida'. Revista Serra d’Or. Nº 6. Junio de 1966. Barcelona.
- 'El concepto de región económica y la planificación regional'. Revista Economía y Desarrollo. Nº 6. Abril-junio 1971. La Habana (Cuba).
- 'España: crisis política e imperialismo'. Revista Mensual / Monthly Review. Nº 1. Mayo, 1977.
- 'España y el Imperialismo'. Revista Mensual / Monthly Review. Nº 5. Septiembre, 1977. (Traducido al inglés y al italiano).
- 'Nueva sociedad de clases en la URSS'. Revista Mensual / Monthly Review. Nº ½. Vol. 2. Julio-agosto, 1978.
- 'Erich Strauss: una visión de la agricultura soviética'. Revista Mensual / Monthly Review. Nº 12. Vol 2. Julio-agosto, 1979. (Reproducido por la revista Economía, Nº 9-10 de la Universidad de Zacatecas. Septiembre, 1980. México).
- 'Notas sobre coyuntura internacional'. Revista Mensual / Monthly Review. Nº 8. Vol.3. Marzo, 1980.
- 'Notas sobre la crisis capitalista actual'. Revista Investigación Social. Nº 1. Universidad Autónoma de Sinaloa. Marzo, 1982. Mazatlán. México.
- 'La economía política de Marx'. Revista Antrophos. Nº 33-34. 1984. Barcelona.
- 'La industria sumergida: el caso de Sabadell'. (En colaboración con Muriel Casals). Revista Papeles de Economía Española. Nº 22. Madrid. 1985.
- 'Estructura económica mundial: el Centro y la Periferia'. (En colaboración con J. Martínez Peinado). Revista Económica de Catalunya. Nº 5. Colegio de Economistas de Catalunya. Marzo-agosto, 1987.
- 'Viejas y nuevas formas de dominación: del imperio al imperialismo'. Revista Per la Pau. Otoño, 1992.
- 'El capital no tiene patria'. Revista Integral. Nº 155. Noviembre, 1992.
- 'Mundializacion de la economía vs. estado-nación: cambio tecnológico y migraciones'. Investigación Económica. UNAM. Julio-septiembre de 1993. México D.F.
- 'Estructura de la poblacio mundial'. En colaboración con J. Martínez Peinado. Revista Itineraris pels sabers. Generalitat de Catalunya. 1995. Barcelona.
- 'La economía y la sociedad mundial'. Butlletí de Mon-3. Junio de 1996.
- 'Mundializacion y cambios institucionales. Cuestiones para el debate' (enlace roto disponible en Internet Archive; véase el historial, la primera versión y la última).. (En colaboración con Ramón Sánchez Tabarés). Revista de Economía Mundial. Nº 2. Universidad de Huelva. 2000.
- 'Recensión del libro Economía Política de la globalización de Angel Martínez González-Tablas'. Revista Mientras tanto. N.º 78 Barcelona. Otoño, 2000.
- 'Mundializacion y estado nacional'. Revista Apuntes del CENES de la Universidad Pedagógica y Tecnológica de Colombia. Núm. 27 y 28. 1999. Santiago de Tunja. Boyacá. Colombia.
- 'Han matado a un profesor: Ernest Lluch'. Butlletí informatiu. MON-3. N.º. 79. Desembre, 2000.
- 'Otra guerra imperialista'.. Butlletí informatiu. MON-3. Octubre, 2001.
- 'Globalización o antiglobalización' . Revista SUD. Cooperació sindical internacional. UGT. Barcelona. Tardor-hivern 2001-2002.